# 原二郎 (哲学者)
原 二郎（はら じろう、1919年3月25日 - 2000年8月21日）は、日本の哲学研究者。

## 人物・来歴
宮城県亘理郡生まれ。第二高等学校卒、1941年京都帝国大学経済学部卒、大阪商船入社。1942年応召、1944年召集解除、大阪商船退社、宮城県築館中学校嘱託、1949年東北大学法文学部哲学科卒、同大学院中退、東北大学教養部講師、1961年助教授、1965年教授。1982年定年退官、名誉教授となる。没する直前に、師の河野与一の新訂再刊も行った。

## 著書
- 『モンテーニュ　「エセー」の魅力』岩波新書 黄版 1980、岩波書店 1994

### 翻訳
- 『世界文學大系9A・9B モンテーニュ』筑摩書房 1962。落合太郎解説、作家論（渡辺一夫訳）収録
- 『モンテーニュ・エセー』選訳 筑摩書房「筑摩叢書」1963
- 『世界古典文学全集37・38　モンテーニュ』筑摩書房 1967-1968
- 『筑摩世界文学大系13・14 モンテーニュ』筑摩書房 1973
- 『古典世界文学31・32　モンテーニュ』筑摩書房 1976
- モンテーニュ『エセー』（全6冊） 岩波文庫 1965-1967、ワイド版 1991
- モンテーニュ『エセー 抄』旺文社文庫 1969